# Rhaphuma bicolor
Rhaphuma bicolor là một loài bọ cánh cứng trong họ Cerambycidae.